# Bolbe lowi
Bolbe lowi är en bönsyrseart som beskrevs av Scott LaGreca 1969. Bolbe lowi ingår i släktet Bolbe och familjen Iridopterygidae. Inga underarter finns listade i Catalogue of Life.